# Renault Samsung SM7
Renault Samsung SM7 — среднеразмерный престижный седан, выпускавшийся южнокорейским производителем Renault Samsung Motors с 2004 по 2019 года. Первое поколение базируется на ниссановской платформе J31, на которой также построены Nissan Teana (на азиатском и европейском рынках) и шестое поколение Nissan Maxima (в Северной Америке). Оснащался 2 двигателями — 2,3-литровым V6 и 3,5-литровым аналогом, оба от Nissan.

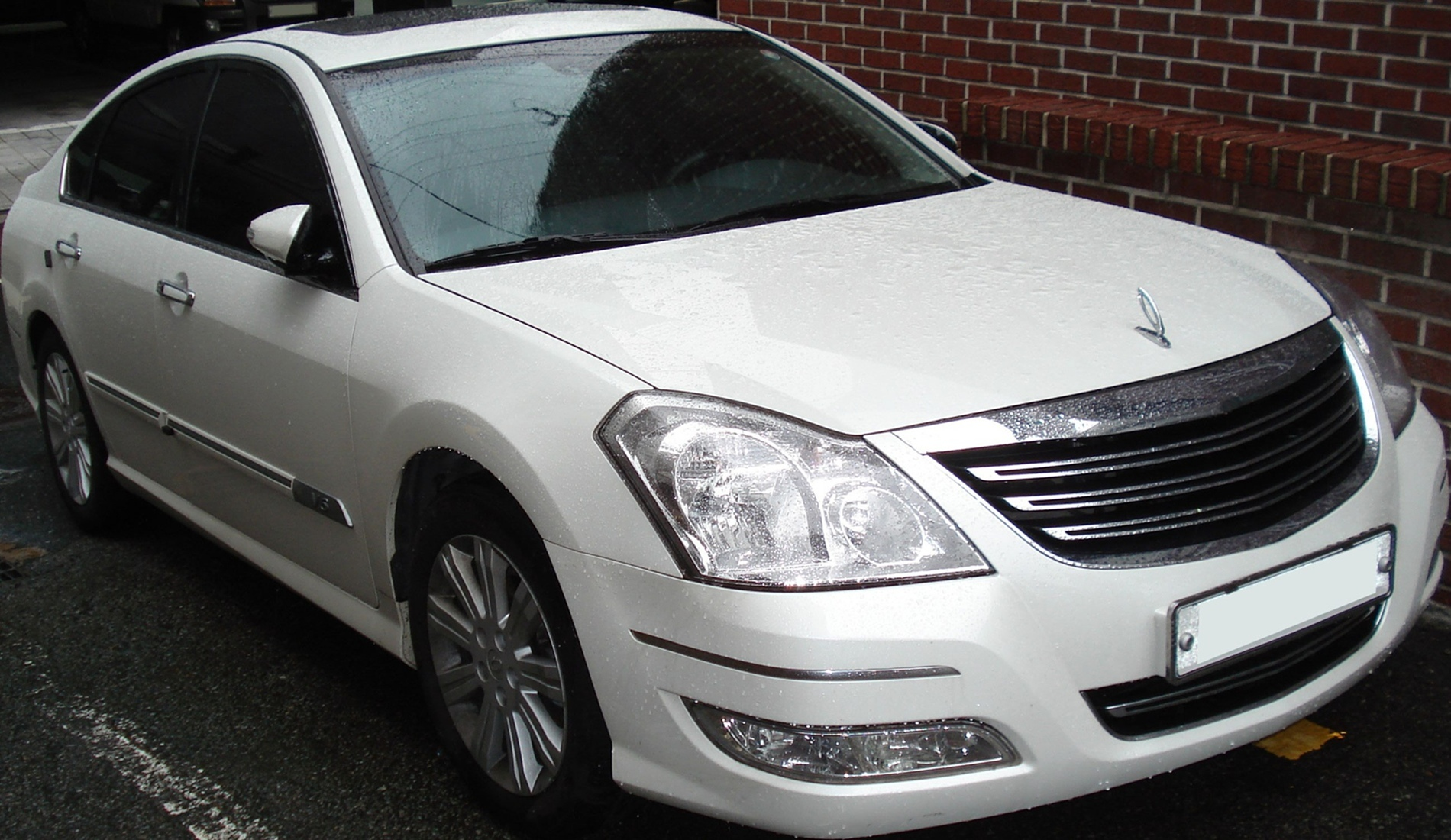
2009 Renault Samsung SM7 New art спереди
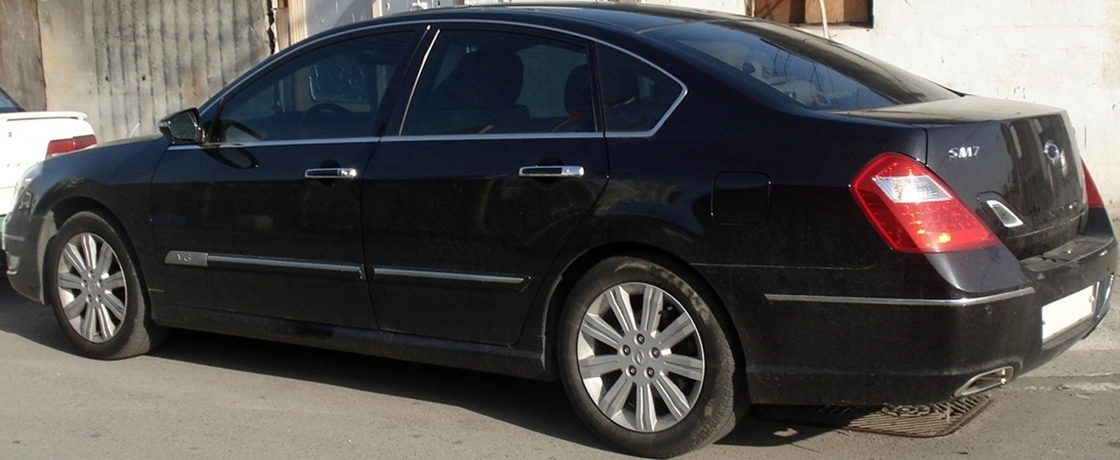
2009 Renault Samsung SM7 New art сзади

## Второе поколение
Новое поколение SM7 основано на удлинённой платформе от третьего поколения Renault Samsung SM5. В Корее продажи начались в августе 2011 года. Автомобиль продавался на китайском рынке. Также были планы по продаже на российском рынке под названием Renault Talisman.